# Phoxinus lumaireul
Phoxinus lumaireul és una espècie de peix cipriniforme de la família dels ciprínids.